# Сілквуд
«Сілквуд» (англ. «Silkwood») — американський кінофільм режисера Майка Ніколса, який вийшов на екрани в 1983 році. Сюжет фільму заснований на реальних фактах з життя Карен Сілквуд, яка загинула за нез'ясованих обставин під час розслідування передбачуваних порушень на заводі Kerr-McGee, де вона працювала.

## Сюжет
Карен Сілквуд веде нічим не примітне життя: цілими днями вона працює на заводі з переробки плутонію, зрідка відвідуючи своїх трьох дітей, які живуть в іншому місті разом з її колишнім цивільним чоловіком.
Керівництво заводу, в прагненні встигнути в термін виконати зобов'язання за контрактом, змушує службовців працювати понаднормово, халатно ставлячись при цьому до їх безпеки. Кілька співробітників, у тому числі і сама Карен, піддаються радіоактивному опромінюванню. Після того, як вона дізнається, що негативи фотографій несправних паливних стрижнів були ретушовані, а записи про порушення заходів безпеки змінені, Карен вирішує діяти і вступає до місцевої профспілки.
Вона їде до Вашингтона, де розповідає профспілковим чиновникам про те, що відбувається на заводі. Тих зацікавлює її історія, але вони вимагають надати докази порушень, щоб можна було оприлюднити інцидент в пресі. Карен повертається на роботу, і, незважаючи на нерозуміння колег і підступи з боку начальства, їй вдається зібрати необхідну кількість матеріалу для журналістів. По дорозі на зустріч з репортером з The New York Times Карен гине в автокатастрофі.

## У ролях
- Меріл Стріп — Карен Сілквуд
- Курт Расселл — Дрю Стівенс
- Шер — Доллі Пеллікер
- Крейг Нельсон — Вінстон
- Фред Ворд — Морган
- Дайана Скаруїд — Анджела
- Рон Сільвер — Пол Стоун
- Тесс Харпер — Лінда Доусон
- Сьюді Бонд — Тельма Райс
- Брюс Макгілл — Мейс Герлі
- Девід Стретейрн — Веслі
- Майкл Еммет Волш — Волт Ярборо
- Вілл Паттон — Джо
- Джим Бівер — директор заводу
- Джеймс Ребгорн — доктор

## Знімальна група
- Режисер — Майк Ніколс
- Сценаристи — Нора Ефрон, Еліс Арлен
- Оператор — Мирослав Ондржичек
- Композитор — Жорж Дельрю
- Продюсери — Майкл Хаузмен, Майк Ніколс, Том Стовелл, Джоель Тьюбер

## Нагороди і номінації
| Премія                                        | Дата           | Категорія                                                | Одержувач             | Результат |
| --------------------------------------------- | -------------- | -------------------------------------------------------- | --------------------- | --------- |
| Оскар                                         | 9 квітня 1984  | Найкраща режесура                                        | Майк Ніколс           | Номінація |
| Оскар                                         | 9 квітня 1984  | Найкращий оригінальний сценарій                          | Нора Ефрон Еліс Арлен | Номінація |
| Оскар                                         | 9 квітня 1984  | Найкраща головна жіноча роль                             | Меріл Стріп           | Номінація |
| Оскар                                         | 9 квітня 1984  | Найкраща жіноча роль другого плану                       | Шер                   | Номінація |
| Оскар                                         | 9 квітня 1984  | Найкращий монтаж                                         | Сем О'Стін            | Номінація |
| BAFTA                                         | 5 березня 1985 | Найкраща головна жіноча роль                             | Меріл Стріп           | Номінація |
| BAFTA                                         | 5 березня 1985 | Найкраща жіноча роль другого плану                       | Шер                   | Номінація |
| Золотий глобус                                | 28 січня 1984  | Найкращий фільм — драма                                  | Н/Д                   | Номінація |
| Золотий глобус                                | 28 січня 1984  | Найкраща режесура                                        | Майк Ніколс           | Номінація |
| Золотий глобус                                | 28 січня 1984  | Найкраща головна жіноча роль — драма                     | Меріл Стріп           | Номінація |
| Золотий глобус                                | 28 січня 1984  | Найкраща чоловіча головна роль другого плану — кінофільм | Курт Расселл          | Номінація |
| Золотий глобус                                | 28 січня 1984  | Найкраща жіноча роль другого плану — кінофільм           | Шер                   | Перемога  |
| Срібна стрічка                                | 1984           | Найкраща іноземна акторка                                | Меріл Стріп           | Номінація |
| Нагорода кінокритиків в Канзас-Сіті           | 1983           | Найкраща акторка                                         | Меріл Стріп           | Перемога  |
| Нагорода Асоціації кінокритиків Лос-Анджелеса | 1983           | Найкраща акторка другого плану                           | Шер                   | Номінація |
| Нагорода Національної спілки кінокритиків США | 1984           | Найкраща акторка другого плану                           | Шер                   | Номінація |
| Нагорода Спільноти кінокритиків Нью-Йорка     | 1983           | Найкращий фільм                                          | Н/Д                   | Номінація |
| Нагорода Спільноти кінокритиків Нью-Йорка     | 1983           | Найкраща акторка                                         | Меріл Стріп           | Номінація |
| Нагорода Спільноти кінокритиків Нью-Йорка     | 1983           | Найкраща акторка другого плану                           | Шер                   | Номінація |
| Нагорода Гільдії сценаристів Америки          | 1984           | Найкраща оригінальна драма                               | Нора Ефрон Еліс Арлен | Номінація |